# Gérson
Gérson [Ausspr.: ˈʒɛʁsõ], Gérson de Oliveira Nunes (* 11. Januar 1941 in Niterói), ist ein ehemaliger brasilianischer Fußballspieler. Mit Botafogo FR, CR Flamengo, FC São Paulo und dem Fluminense FC errang er in Brasilien bedeutende Titel. Der Karrierehöhepunkt des Mittelfeldspielers war der Gewinn der Fußball-Weltmeisterschaft 1970 in Mexiko.

## Karriere

### Anfänge in Niterói und bei Flamengo
Gérson wuchs in der Stadt Niterói am östlichen Ausgang der Guanabara-Bucht auf. Bereits sein Vater und einer seiner Onkel spielten professionell Fußball. Sein Vater pflegte eine enge Freundschaft mit dem legendären Zizinho, dem Idol Pelés, der bei Flamengo gespielt hatte und im Maracanaço mit der Nationalmannschaft das entscheidende Spiel der Fußball-Weltmeisterschaft 1950 gegen Uruguay verloren hatte. Seine Gesprächigkeit brachte Gérson bereits zu Schulzeiten den Spitznamen Papagaio ein, der ihn durch das ganze Leben begleiten sollte.
Gérsons Jugendverein war der örtliche Canto do Rio FC, der führende Klub von Niterói – mit nicht unbedeutender Historie. Noch als 18-Jähriger wechselte er aber auf die andere Seite der Bucht nach Rio de Janeiro zum Club Flamengo. Dort entwickelte er sich schon bald zu einem für seine Schnelligkeit und präzisen Pässe bekannten spielbestimmenden Mittelfeldspieler und potentiellen Nachfolger von Didi, der in der Nationalelf diese Funktion ausübte. Sein starker linker Fuß brachte ihm bald mit Canhotinha de Ouro, vielleicht am besten mit „goldenes Linksfüßlein“ übersetzt, einen weiteren Beinamen ein.
Bereits im Jahr 1959 war er Teil einer brasilianischen Auswahl, die bei den Panamerikanischen Spielen in Chicago den zweiten Platz belegte. Im Jahr darauf trat er mit der brasilianischen Auswahl bei den Olympischen Spielen in Rom an. Mit vier Toren war er dort der Treffsicherste der Seleção, konnte aber deren Ausscheiden bereits nach der Vorrunde auch nicht verhindern. Im April 1961 ließ er mit Flamengo beim Torneio Rio-São Paulo die großen Ortsrivalen Botafogo FR und CR Vasco da Gama hinter sich und gewann seinen ersten Titel. Noch im Mai desselben Jahres bestritt er auch sein erstes Länderspiel für die brasilianische Nationalmannschaft und gewann mit dieser in Santiago de Chile gegen den Gastgeber mit 2:1. Wenige Tage später, im Rückspiel der zwischen beiden Ländern ausgespielten Taça Bernardo O’Higgins, erzielte er mit seinem Treffer zum 1:0-Endstand sein erstes Tor für die A-Nationalelf. Er galt bereits als von Trainer Aymoré Moreira für die in Chile 1962 ausgetragene Fußball-Weltmeisterschaft von 1962 nominiert, als ihn eine operationsbedürftige Knieverletzung daran hinderte, mit Brasilien den Titel von 1958 zu verteidigen. 1963 verabschiedete er sich mit dem Gewinn der Staatsmeisterschaft von Rio de Janeiro von Flamengo. Dem war ein Streit mit dem legendären Trainer Flávio Costa vorausgegangen, als dieser darauf bestanden hatte, ihn in einem wichtigen Spiel gegen Botafogo auf den kaum beherrschbaren Garrincha anzusetzen.

### Erfolge mit Botafogo
Sein neuer Verein war Botafogo, bei dem er den nach Italien abgewanderten Weltmeister Amarildo ersetzte. Dort traf er nicht nur auf Garrincha, sondern konnte an der Seite weiterer Weltstars wie Didi, Nílton Santos und Mário Zagallo neben zahlreichen neuen Erfahrungen und auch Titel sammeln. Diese Serie begann mit den Siegen beim Torneio Rio-São Paulo 1964 und 1966, dem 1967 und 1968 noch zwei Staatsmeisterschaften folgten. Höhepunkt war der Gewinn der Taça Brasil von 1968, dem Pokal von Brasilien, als Botafogo unter dem nunmehrigen Trainer Mário Zagallo in den Finalspielen – die erst im September und Oktober 1969 ausgetragen wurde, zu einem Zeitpunkt, an dem Gérson bereits beim FC São Paulo spielte – gegen Fortaleza EC mit Resultaten von 2:2 und 4:0 die Oberhand behielt und den ersten nationalen Titel der Vereinsgeschichte gewann. Diese Jahre beschreiben den nach der goldenen Ära Anfang 1930er Jahre, die fünf Staatsmeisterschaften erbracht hatte, wohl einen weiteren Höhepunkt der Vereinsgeschichte Botafogos.
In jener Zeit etablierte sich Gérson auch als Stammspieler der Seleção, wenngleich er nicht im Aufgebot für die Copa América 1963 stand, da Brasilien nur eine Auswahl nachrangiger Spieler zum Turnier nach Bolivien entsandte. Bei der Weltmeisterschaft 1966 in England war er in der Mannschaft, die nach der Vorrunde durch eine 1:3-Niederlage gegen Ungarn, in deren Reihen unter anderem Ferenc Bene und Flórián Albert spielten, ausschied.

### São Paulo und Weltmeisterschaft in Mexiko
1969 wechselte Gérson zum FC São Paulo, mit dem er unter den Trainern Zezé Moreira, einem Bruder von Aymoré Moreira, und Osvaldo Brandão in den Jahren 1970 und 1971 die Staatsmeisterschaft von São Paulo gewann. Höhepunkt jener Zeit war aber der Gewinn der Weltmeisterschaft 1970, als er neben Pelé nicht nur zu den überragenden Akteuren der von Gérsons Mannschaftskollegen aus Botafogo-Zeiten Mário Zagallo trainierten brasilianischen Nationalmannschaft, sondern auch des gesamten Turniers gezählt wurde. Zu Anfang des Turniers war noch sein Einsatz wegen einer Verletzung, die er sich in einem Vorbereitungsspiel zugezogen hatte, in Frage gestellt. Danach aber war er im Mittelfeld Denker und Lenker des brasilianischen Spiels. Beim 4:1-Sieg im Finale gegen Italien, in dem er überragend spielte, brachte er nach dem zwischenzeitlichen Ausgleich durch Roberto Boninsegna Brasilien mit seinem einzigen Turniertreffer in der 66. Minute auf die Siegesstraße. Auch das 3:1 trug seine Handschrift. Nach einem Freistoß kurz hinter der Mittellinie passte er punktgenau über 40 Meter hinweg auf Pelé, der per Kopfball auf Jairzinho ablegte, der wiederum aus einer Position kurz vor dem Torraum einschieben konnte.

### Fluminense und spätere Jahre

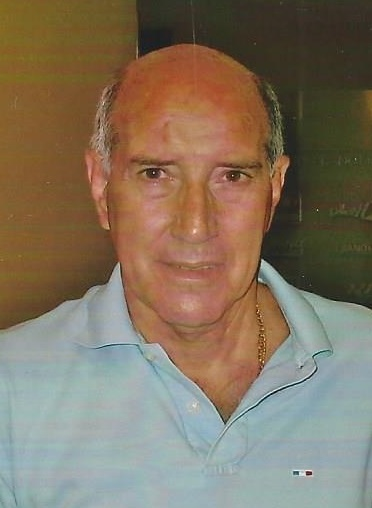
Gérson de Oliveira Nunes (2008)

1972 zog es Gérson wieder zurück nach Rio de Janeiro, wo er 1973 mit dem Fluminense FC, dem Klub seines Herzens, einen erneuten Erfolg bei der Staatsmeisterschaft verbuchen konnte. Bereits im Juli 1972 nahm er im Maracanã von Rio, nachdem er Nachfolger von Carlos Alberto Torres als Kapitän geworden war, mit einem 1:0-Erfolg gegen Portugal Abschied von der Nationalmannschaft. Mit diesem Sieg sicherte sich die brasilianische Nationalmannschaft den Sieg in dem Turnier Taça Independência, das aus Anlass der 150-Jahr-Feier der brasilianischen Unabhängigkeit ausgetragen wurde. An dem Turnier hatten 20 Nationalmannschaften teilgenommen. 1974 beendete er bei Fluminense seine Laufbahn als Spieler.
Seither beschäftigt er sich vornehmlich als Kommentator in Rundfunk und Fernsehen. Zudem war er Koordinator einer Fußballschule und beteiligte sich an zahlreichen Sportprojekten seiner Heimatstadt Niterói, der er stets treu geblieben ist. Gérson ist verheiratet und hat zwei Kinder, von denen eines bei einem Verkehrsunfall ums Leben kam.
Gérson wurde 1999 vom Magazin World Soccer in die Liste seiner „100 größten Spieler aller Zeiten“ aufgenommen. Brasiliens Placar listet ihn auf Platz 39 seiner 100 Craques do Século („100 Stars des Jahrhunderts“). Voetbal International nahm ihn zur Jahrtausendwende in eine seiner Alternativmannschaften für die Elftal van de Eeuw („Mannschaft des Jahrhunderts“) auf.

## Erfolge
- Fußball-Weltmeisterschaft: 1970
- Taça Brasil: 1968
- Torneio Rio-São Paulo: 1961, 1964, 1966
- Staatsmeisterschaft von Rio de Janeiro: 1963, 1967, 1968, 1973
- Staatsmeisterschaft von São Paulo: 1970, 1971